# دي أن إيه (شركة)
شركة دي أن إيه المحدودة (بالإنكليزية الإستعراضية: DeNA) هي شركة يابانية لإنتاج وتطوير برامج الهواتف المحمولة، تأسست سنة 1999، وتقع مقرها في العاصمة اليابانية طوكيو.

## روابط خارجية
- دي أن إيه على موقع ANN company (الإنجليزية)